# Regne d'Okpoama
El regne d'Okpoama és un estat tradicional de Nigèria, a l'estat de Bayelsa, que ocupa una superfície d'uns 1000 km² a l'extrem sud-est del delta del Níger. Té forma triangular i limita al nord-oest amb el riu Brass, a l'est amb el riu Saint Nicholas, i al sud amb l'oceà Atlàntic. Està format en gram part per zones humides i manglars amb pobles de pescadors i alguns dedicats a l'agricultura (en total 60 poblets); forma de fet una illa delimitada en dos costats per rius, amb una llargada de 30 km i una amplada d'entre 3 km i 10 km. La ciutat principal és Okpoama (amb els barris de Okpoama, Isele, Agada o Dikima) i la segona ciutat és Ewoama. La població està al tomb dels cent mil habitants i procedeix d'emigracions de diversos llocs del delta.

## Reis (Amanyanabo)
- 1... - 17.. Boyo Okpo XII
- 17.. - 17.. Orukari Okpo XIII
- 17.. - 1770 Regència
- 1770 - 1780 Goli Okpo XIV
- 1780 - 1845 Regència
- 1845 - 1862 Sagbe Obasi Okpo XV
- 1862 - 1870 Isele (Regent)
- 1870 - 1881 Iti (Regent)
- 1881 - 1896 Obu Okpo XVI
- 1896 - 1924 Orutugu (Regent)
- 1924 - 1927 Nelson Okiringbo Tamunuberu Okpo XVII
- 1927 - 1929 Jacob Obasi (Regent)
- 1929 - 1945 Richard Okparan Tubu Okpo XVIII
- 1945 - 1957 Rowland Marshall Poute Elei Tamunobere (Regent)
- 1957 - 1972 Rowland Marshall Poute Elei Tamunobere Okpo XIX
- 1972 - 1978 Regència
- 1978 - 2007 Stephen Kesiye Sagbre Okpo XX
- 2007 - 2010 Paul Briggs Omubo-Suobagha (Regent)
- 2010 - Ebitimi Emmanuel Banigo Okpo XXI